# 25-й окремий полк спеціального призначення (РФ)
25-й окремий гвардійський полк спеціального призначення — військове формування ГРУ Збройних сил Росії. Дислокується у місті Ставрополь. Входить в структуру Південного військового округу. Умовне найменування — військова частина № 05525 (в/ч 05525). Скорочена найменування — 25 ОПСпП.

## Історія
Полк створений у 2012 році в Ставрополі. Формування цієї військової частини мотивувало як необхідність забезпечення зимової олімпіади Сочі-2014. Для його комплектування були залучені кадри з 22-ї та 10-ї бригад спецназу дислокованих на Кавказі, а також військовослужбовці 33-ї мотострілецької бригади та інших військових частин специфічного профілю. 25-й полк спецпризначення укомплектований виключно солдатами та сержантами контрактної служби, які в основному проходили термін у гарячих точках Північного Кавказу — Чечня, Дагестан, Інгушетія.
Першим командиром полку був полковник Юрій Штонденко, у недавньому минулому командир 135-го мотострілецького полку 19-ї дивізії, учасник російсько-грузинської війни серпня 2008 року. Потім командиром полку був Володимир Гусанов, у недавньому минулому начальник Центру підготовки розвід та спецпідрозділів у селі Ботліх у Дагестані.
Військовослужбовці 25 ОПСпП брали участь в окупації Криму та у війні на Донбасі.
На початку квітня 2022 року український журналіст Роман Цимбалюк опублікував список з 78 військовослужбовців полку які відмовилися брати участь у повномасштабному вторгненні в Україну.
27 березня 2023 полку присвоєне звання «гвардійський».

## Втрати
З відкритих джерел відомо про 11 військовослужбовців полку, які загинули під час повномасштабного вторгнення РФ в Україну.

## Відзначені
Найвищими державними нагородами відзначені:
- Аплеталін Максим Сергійович — Герой Російської Федерації, (30 березня 2023, посмертно).